# Bernard de Rochefort
Bernard de Rochefort, mort en  1236, est un prélat français  du XIIIe siècle, évêque du Puy.

## Biographie
Bernard de Rochefort ne siège comme évêque du Puy que peu de temps, de 1231 à 1236. Comme administrateur du diocèse de Mende, il demande au Pape Grégoire IX de séculariser le chapitre de Mende.